# Raï (titre)
Pour les articles homonymes, voir Raï.
Le raï (en ourdou : رائے) était un titre de noblesse du sous-continent indien.

## Étymologie
Ce mot dérive du sanskrit raja (roi, prince).

## Usage
L'un des plus vieux usages attestés de ce titre concerne le Raï Nabhi, père de Rishabhanatha, le premier Tirthankara.